# Morrena terminal

Morrenes terminals a Salpausselkä a Finlàndia

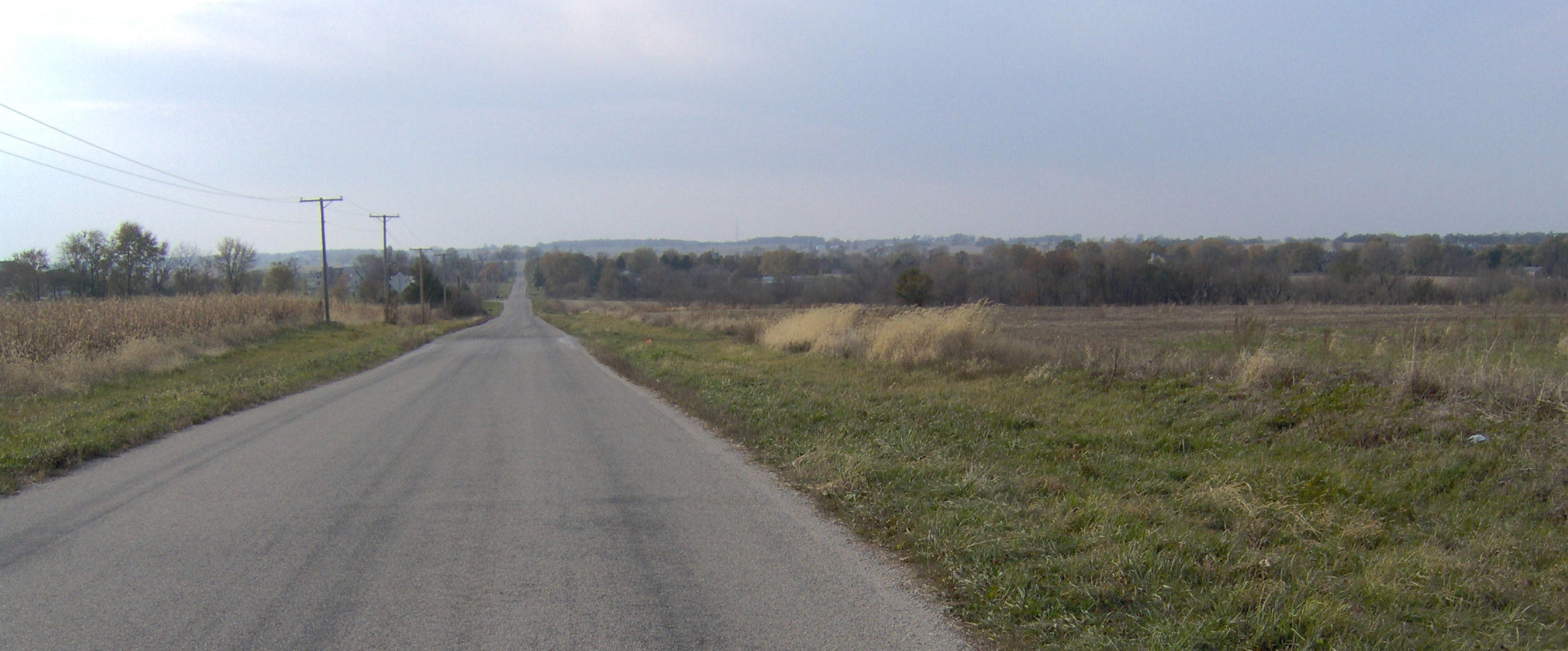
Morrena terminal, The Marseilles terminal, al sud-oest de Chicago

Una morrena terminal , o morrena final , és una morrena que es forma al final d'una glacera.
Les morrenes terminals marquen el màxim avanç de la glacera.
Les morrenes terminals són un dels tipus més prominents de morrenes a l'Àrtida. A Noruega existeix el Mur del Gegant que és una morrena terminal que, segons la llegenda, va ser creada per gegants per mantenir els intrusos fora del seu reialme.
Les morrenes terminals es creen en el marge de l'extensió més gran de la glacera. En aquest punt els detritus que s'acumulen pel procés d'excavació glaciar i abrasió són transformats físicament. Com que la glacera actua de manera similar a una cinta transportadora, com més temps estigui en un lloc més gran és la quantitat de material que s'hi dipositarà.
A Amèrica del Nord s'anomena Outer Lands a l'arxipèlag de la morrena terminal del nord-est dels Estats Units (Cape Cod, Martha's Vineyard, Nantucket, Block Island i Long Island).
A Europa, de fet tot el territori dels Països Baixos centrals està constituït per una morrena terminal. Se’n poden veure als Alps suïssos una d'elles és a la glacera Forno prop de la frontera italiana.
A Nova Zelanda la Glacera Franz Josef de la costa oest ha ormat una morrena terminal anomenada Waiho Loop.